# Hongkong na zimowych igrzyskach olimpijskich
Reprezentanci Hongkongu występują na zimowych igrzyskach olimpijskich nieprzerwanie od 2002 roku. 
Na razie Hongkong nie zdobył żadnego medalu podczas zimowych igrzysk olimpijskich.
Jak do tej pory na ZIO Hongkong reprezentują wyłącznie zawodnicy specjalizujący się w short tracku.

## Klasyfikacja medalowa
| Miejsce             |   |   |   | Razem |
| ------------------- | - | - | - | ----- |
| 2002 Salt Lake City | 0 | 0 | 0 | 0     |
| 2006 Turyn          | 0 | 0 | 0 | 0     |
| 2010 Vancouver      | 0 | 0 | 0 | 0     |